# Walter Heinrich Fuchs

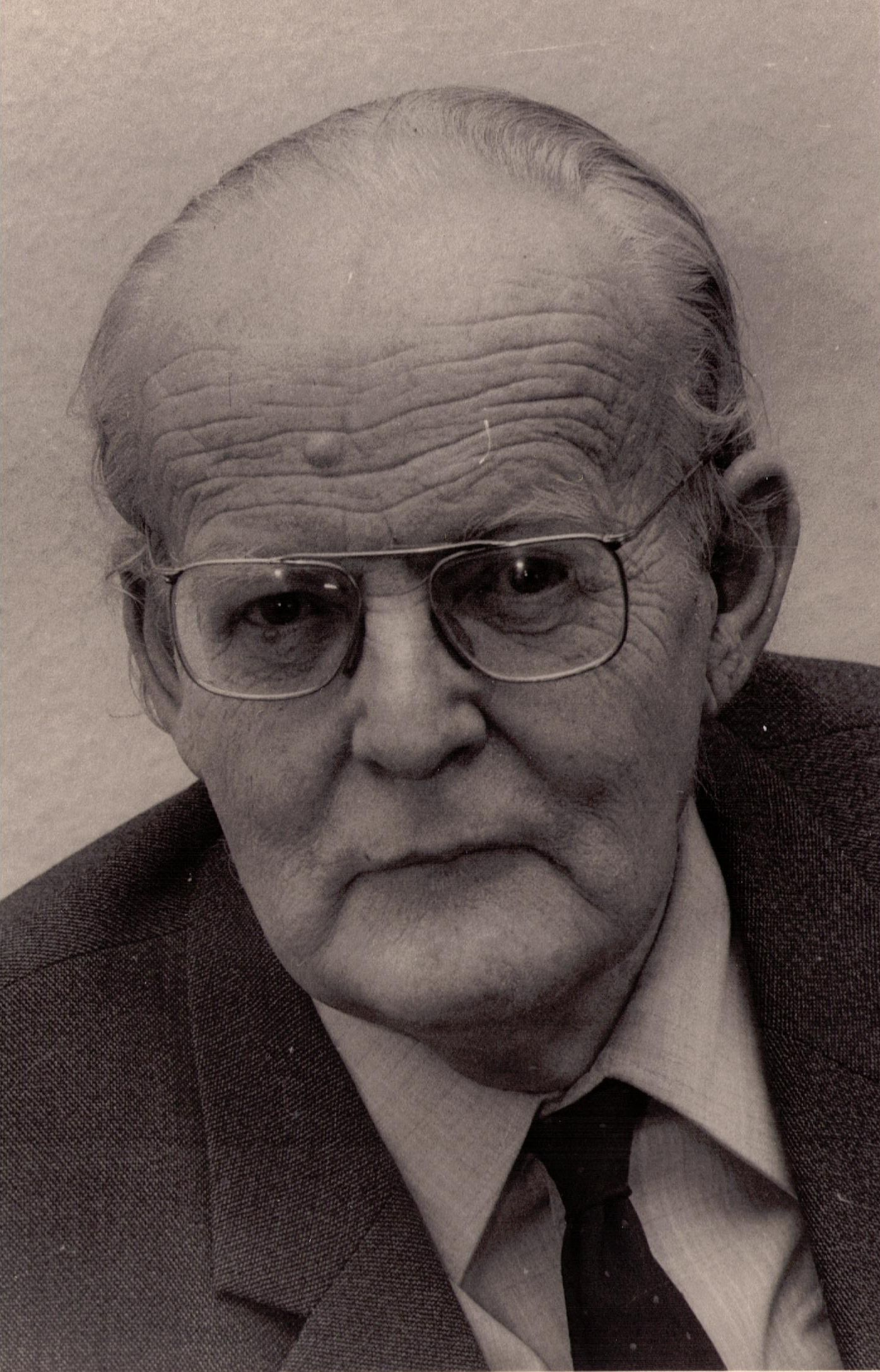
Walter Heinrich Fuchs

Walter Heinrich Fuchs (* 29. Februar 1904 in Wien; † 11. September 1981 in Göttingen) war ein deutscher Phytomediziner. Zwanzig Jahre lang lehrte er als Professor für Phytopathologie und Pflanzenschutz an der Georg-August-Universität Göttingen.

## Lebensweg
Walter Heinrich Fuchs studierte Botanik und Chemie an der Universität Wien und promovierte dort 1928 mit einer Dissertation aus dem Gebiet der physiologischen Chemie. Im gleichen Jahr ging er als Assistent von Theodor Roemer an das Institut für Pflanzenbau und Pflanzenzüchtung der Universität Halle (Saale). Zunächst beschäftigte er sich mit Fragen der Winterfestigkeit von Getreide, später interessierte er sich mehr und mehr für das Gebiet der Phytopathologie. Im Jahre 1932 übernahm er als Nachfolger von Max Hollrung das „Lektorat für Pflanzenkrankheiten“ an der Universität Halle.
In den folgenden Jahren widmete sich Fuchs überwiegend den Fragen der Resistenzzüchtung. Er habilitierte sich 1937 in Halle mit der Schrift Studien zum Resistenzproblem. Nachdem eine erste Aufnahme in die Partei 1933 abgelehnt worden war, trat er zum 1. Mai 1937 der NSDAP bei (Mitgliedsnummer 4.041.044). Als Gemeinschaftswerk mit Theodor Roemer und Karl Isenbeck entstand das 1938 erschienene Buch Die Züchtung resistenter Rassen der Kulturpflanzen. Fuchs wurde 1942 zum planmäßigen außerordentlichen Professor für Phytopathologie an die Universität Halle berufen. Dieses Amt versah er bis zum Ende des Zweiten Weltkrieges.
Nach 1945 war Fuchs zunächst freiberuflich tätig. Er übernahm 1948 die Leitung der Zweigstelle Rosenhof des Max-Planck-Instituts für Züchtungsforschung, damals in Ladenburg am Neckar. Im Jahre 1952 folgte er einem Ruf an die Universität Göttingen als ordentlicher Professor für Pflanzenpathologie und Pflanzenschutz. Hier wirkte er als Direktor des gleichnamigen Instituts bis zu seiner Emeritierung im Jahre 1972.

## Forschungsleistungen
In Göttingen bearbeitete Fuchs eine Vielzahl von Problemen aus dem Gebiet der Phytomedizin. Aufgrund seiner soliden botanischen und chemischen Grundausbildung verfolgte er frühzeitig interdisziplinäre Forschungsansätze. Ein Arbeitsschwerpunkt waren Fragen der Physiologie und der Cytologie bei den Wechselbeziehungen zwischen Wirtspflanze und Parasiten. Durch gründliches Studium alter und neuer Literatur vertiefte Fuchs das Wissen über sein Fachgebiet und erarbeitete Leitlinien über die Entwicklung der Phytomedizin in ihrer Verknüpfung mit den Nachbardisziplinen.
Die Ergebnisse seines Denkens erschöpften sich jedoch nicht in theoretischen Modellvorstellungen, sondern er stellte auch Verbindungen zur landwirtschaftlichen Praxis her. Das gilt besonders für das Aufzeigen der Bedeutung, die den ökonomischen Faktoren im Zusammenhang mit einem umweltfreundlichen Pflanzenschutz zukommen. Fuchs hat frühzeitig auf die Notwendigkeit eines integrierten Pflanzenschutzes hingewiesen und wiederholt eindringlich angemahnt, die offenen Probleme durch interdisziplinäre Zusammenarbeit zu lösen. Besonders auf diesem Gebiet prägte er nachhaltig das Denken und Handeln seiner Schüler.
Meisterhaft hat es Fuchs verstanden, in übersichtlichen Handbuch-Beiträgen die engen Verbindungen von Teilgebieten der Phytomedizin mit den Nachbardisziplinen aufzuzeigen. Hervorzuheben sind der gemeinsam mit Klaus von Rosenstiel verfasste Beitrag „Ertragssicherheit“ (Handbuch der Pflanzenzüchtung 1958) und der gemeinsam mit Friedrich Großmann verfasste Beitrag „Ernährung und Resistenz von Kulturpflanzen gegenüber Krankheitserregern und Schädlingen“ (Handbuch der Pflanzenernährung und Düngung 1972).
Zu den grundlegenden Übersichtsbeiträgen, in denen sich Fuchs zu wissenschaftlichen und praktischen Aufgaben seines Fachgebietes äußert, gehören: „Wege und Ziele der Pflanzenschutzforschung“ (1938), „Pflanzenschutz in Wissenschaft und Praxis“ (1955) und „Entwicklungsdynamik im Pflanzenschutz“ (1969). Bedeutsam für die Wissenschaftsgeschichte der Phytomedizin ist sein 1976 in der „Encyclopedia of Plant Physiology“ veröffentlichter Beitrag „History of physiological plant pathology“.

## Ehrungen und Auszeichnungen
- 1961 Mitglied der Deutschen Akademie der Naturforscher Leopoldina zu Halle (Saale)
- 1969 Ehrendoktor der Landwirtschaftlichen Fakultät der Justus-Liebig-Universität Gießen
- 1975 Verleihung der Otto-Appel-Denkmünze – höchste Auszeichnung des Deutschen Pflanzenschutzdienstes.

## Publikationen (Auswahl)
- Studien zum Resistenzproblem. Naturwiss. Habil.-Schrift, Halle (Saale) 1937.
- Th. Roemer, W. H. Fuchs und K. Isenbeck: Die Züchtung resistenter Kulturpflanzen. Verlag Paul Parey Berlin 1938.
- Wege und Ziele der Pflanzenschutzforschung. In: Kühn-Archiv Bd. 50, 1938, S. 251–274.
- Pflanzenschutz in Wissenschaft und Praxis. In: Schriftenreihe der Landwirtschaftlichen Fakultät der Georg-August-Universität Göttingen Bd. 2, 1955, S. 27–37.
- Ertragssicherheit (mit Klaus von Rosenstiel)  In: Handbuch der Pflanzenzüchtung. Herausgegeben von H. Kappert und W. Rudorf. Verlag Paul Parey, Berlin und Hamburg, 2. Aufl., Bd. 1, 1958, S. 365–442.
- Entwicklungsdynamik im Pflanzenschutz. In: Archiv der Deutschen Landwirtschafts-Gesellschaft Bd. 44, 1969, S. 101–124.
- Ernährung und Resistenz von Kulturpflanzen gegenüber Krankheitserregern und Schädlingen (gemeinsam mit Friedrich Großmann). In: Handbuch der Pflanzenernährung und Düngung. Herausgegeben von Hans Linser Springer-Verlag Wien-New York, Band 1, 2. Hälfte, 1972, S. 1007–1107.
- History of physiological plant pathology. In: Encyclopedia of Plant Physiology, New Series Vol. 4 = Physiological Plant Pathology. Edited by R. Heitefuss and P. H. Williams. Springer-Verlag Berlin 1976, S. 1–26.